# 鹿角蘆鯛
鹿角蘆鯛為輻鰭魚綱鱸形目鱸亞目鯛科的其中一種，分布於西大西洋的委內瑞拉海域，棲息深度20-90公尺，體長可達20公分，棲息在沿海沙泥底質海域，可做為食用魚。